# Atanazy (Szkurupij)
Atanazy, imię świeckie Wołodymyr Szkurupij (ur. 20 sierpnia 1954 w Połtawie) – duchowny niekanonicznego (do 2018) Ukraińskiego Autokefalicznego Kościoła Prawosławnego, następnie Kościoła Prawosławnego Ukrainy. Od 2009 arcybiskup charkowski i iziumski.

## Życiorys
Święcenia diakonatu przyjął 13 października 2005, a prezbiteratu następnego dnia. Chirotonię biskupią otrzymał 15 listopada 2009. W 2015 r. podniesiony do godności arcybiskupa.